# Nordbad (Dresden)

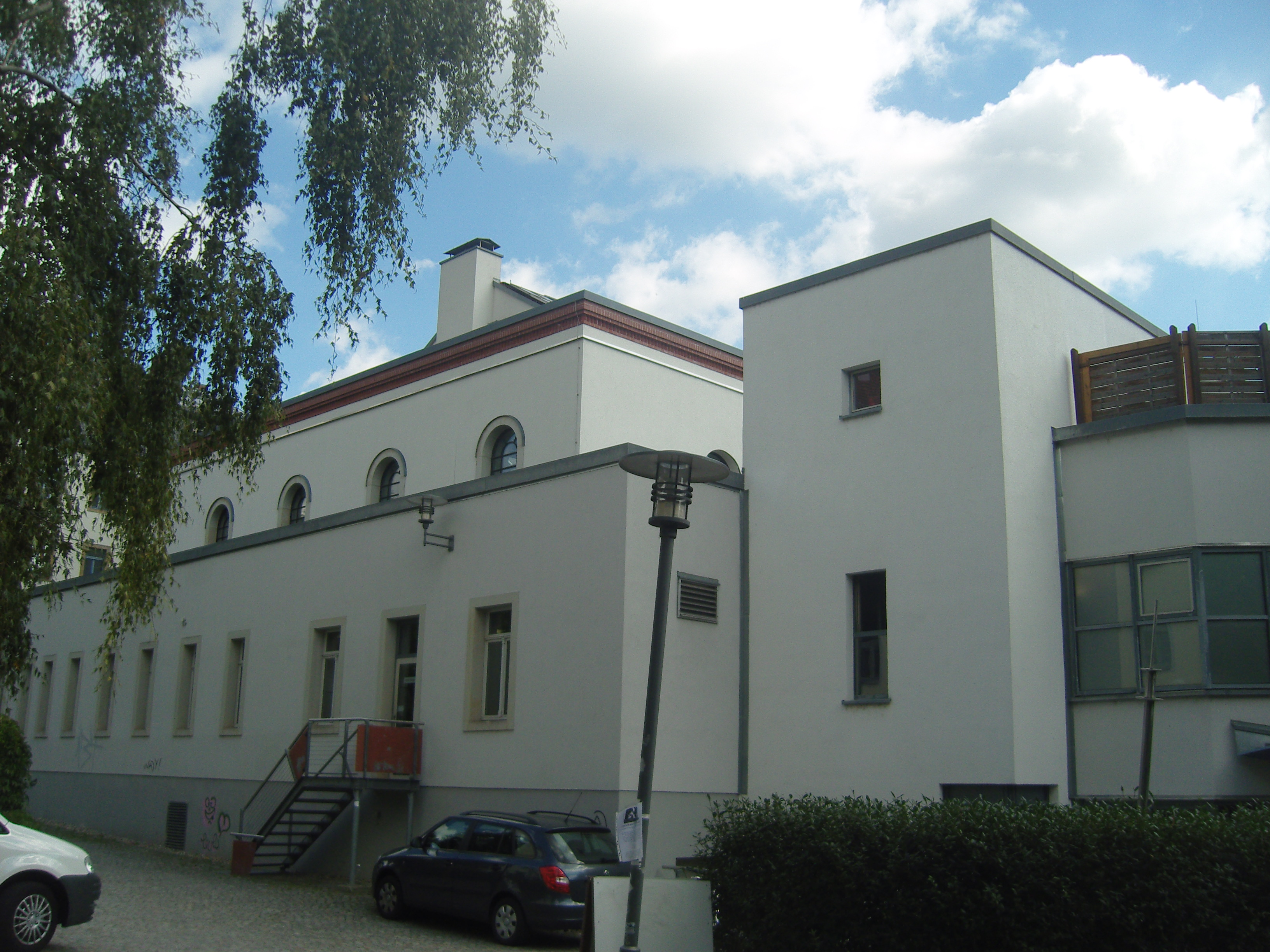
Gebäude des Nordbads, Ansicht von Süd-Westen

Das Nordbad ist ein 1895 eröffnetes Schwimmbad im Dresdner Stadtteil Äußere Neustadt mit Sauna- und Wellnessangeboten. Es wird seit 2018 von der Dresdner Bäder GmbH betrieben.

## Gebäude
Das Nordbad im zweiten Hinterhof der Louisenstraße 48 wurde 1894 errichtet und im März 1895 vom Inhaber Georg Hofmann als „Germania-Bad“ eröffnet. Damit ist es die älteste Schwimmhalle Dresdens. Von Anfang an gehörten zum Bad Schwimmbecken, 22 Wannenbäder und Russische Dampfbäder. Für Männer und Frauen gab es getrennte Badezeiten. Die Bassins und Wannenbäder waren in verschiedene Klassen geteilt. 1898 kaufte Otto Fischer das Bad mit Grundstück für 300.000 Mark. Bis 1922 wurde das Bad privat geführt, dann übernahm es die Stadt Dresden für 615.000 Mark um Grundstücksübernahmepläne für die Errichtung einer Fabrik abzuwenden und es in ein Volksbad umzuwandeln. Hierzu wurden Instandsetzungs- und Ausbauarbeiten, Um- und Einbauten vorgenommen. Dafür wurden damals knapp 1,2 Millionen Mark investiert. 1924 besuchten gut 41.000 Gäste die Wannenbäder und gut 39.000 Gäste das Schwimmbad.
Den Zweiten Weltkrieg überstand das Bad unbeschadet, so dass ab etwa 1950 der reguläre Badebetrieb unter dem Namen Nordbad wieder aufgenommen werden konnte. 1952 zählte man bereits wieder 25.000 Besucher im Monat.
1970 wurden die Erhaltungsmaßnahmen eingestellt, da der Abriss und ein Neubau an anderer Stelle geplant waren. Am 9. Mai 1974 wurde daraufhin die Schwimmhalle geschlossen, am 8. Februar 1975 auch die Kurabteilung. 1982 mussten auch die Wannenbäder geschlossen werden. Bis 1992 war das Haus dem Verfall preisgegeben.
In der Zeit nach der Wende gab es private Initiativen, das Bad wiederherzustellen. So trat vor allem die „Interessengemeinschaft Äußere Neustadt“ für eine Sanierung ein. Die STESAD bekam 1993 das Bad und dessen denkmalschutzgerechte Sanierung übertragen.  Finanziert aus Mitteln der EU (aus EFRE-Mitteln), von Bund und Land, der Stadt Dresden und vielen Sponsoren entstand bis zur offiziellen Wiedereröffnung am 20. Dezember 1996 ein sozialer Mittelpunkt in der Neustadt. Die Gesamtbaukosten betrugen 7,6 Millionen Euro, davon wurden 3,5 Millionen Euro von der EU bereitgestellt. Als Besonderheit verfügt das Schwimmbecken über einen höhenverstellbaren Boden, bei welchem die Wassertiefe zwischen 30 und 190 Zentimetern eingestellt werden kann.
Pro Jahr besuchen das Nordbad circa 83.000 Besucher (2013), die Zahl ist in den vergangenen Jahren weitgehend stabil geblieben. Etwa 30.000 Besucher nutzen die Sauna, 50.000 kommen zu Schwimmen.
Am 1. Januar 2018 übernahm die Bäder GmbH (ein Unternehmen der Stadt Dresden) das Bad vom vorherigen Betreiber, der Aquapark Management GmbH. Angekündigt wurde die Absenkung der Wassertiefe dauerhaft auf 1,35 Meter über das ganze Becken. Somit soll einer von zwei Bademeistern eingespart werden können. Ermöglicht wurde diese Veränderung durch den auf einer Seite bis zu einer Tiefe von 1,80 Metern verstellbaren Hubboden.
Die technischen Anlagen des Bads wurden zwischen Juni 2021 und März 2023 saniert. Währenddessen blieb das Bad geschlossen.
Das Gebäude steht unter Denkmalschutz.

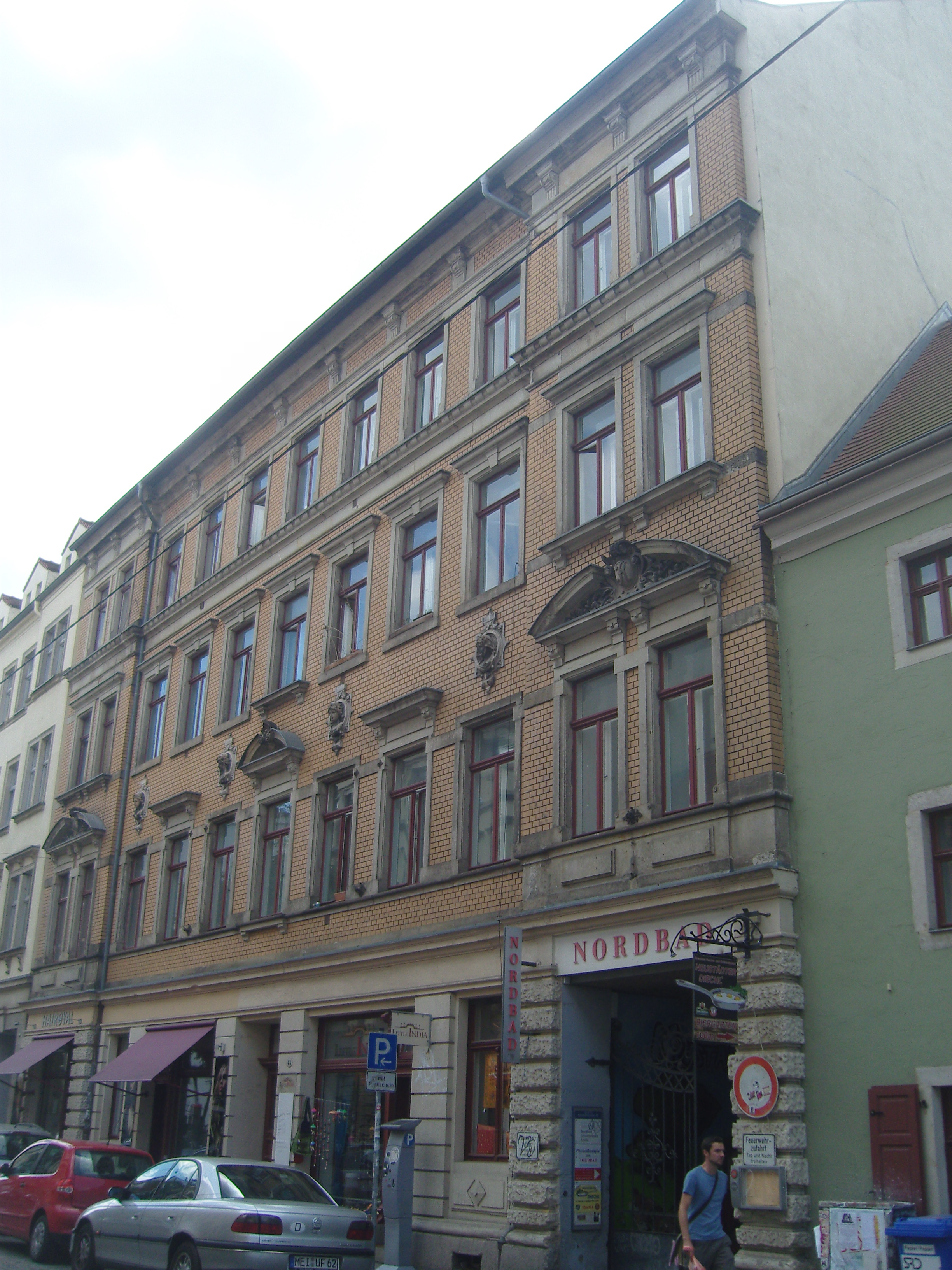
Durchgang zum Nordbad von der Louisenstraße

## Schwimmbereich
Das Schwimmbecken ist 16 × 8 Meter groß und verfügt über einen Hubboden zur Regulierung der Wassertiefe. Daneben bietet das Nordbad ein Planschbecken und eine Empore mit Liegen und Sitzgelegenheiten.

## Fitness und Entspannung
Der Saunabereich verfügt neben einer finnischen Sauna (ca. 90 °C) über eine Kräutersauna (ca. 80 °C) und ein Dampfbad. Neben einem Kneipp-Becken gibt es ein Warmbecken, eine Sauna-Bar, einen Ruheraum, eine Dachterrasse und eine Liegewiese. Der Saunabereich ist für maximal 70 Personen ausgelegt.
Darüber hinaus wird im Nordbad ein Fitnessprogramm angeboten: Aquarobic (rhythmische Wassergymnastik), Schwangerenschwimmen, Babyschwimmen und Schwimmkurse sowie Physiotherapeutische Wassergymnastik.
Massagen und die Nutzung des Solariums runden das Angebotsspektrum im Nordbad ab.